# Roy Roper
Roy Roper (Ōwhango, 11 agosto 1923 – New Plymouth, 14 settembre 2023) è stato un rugbista a 15 neozelandese, in carriera attivo nel ruolo di tre quarti ala.

## Biografia
Roper militò nel Taranaki e fu membro della nazionale neozelandese, gli All Blacks, nel 1949 e 1950, giocando cinque partite in tutto. 
Durante la seconda guerra mondiale, Roper prestò servizio all'estero con la Royal New Zealand Navy e disputò sei partite per il New Zealand Services XV in Inghilterra.
Alla morte di Ron Elvidge nel 2019, Roper diventò l'All Black vivente più anziano. Festeggiò il suo centesimo compleanno l'11 agosto 2023, primo ex All Black a raggiungere quel traguardo. Roper è morto un mese dopo, il 14 settembre. 